# Neuwagen

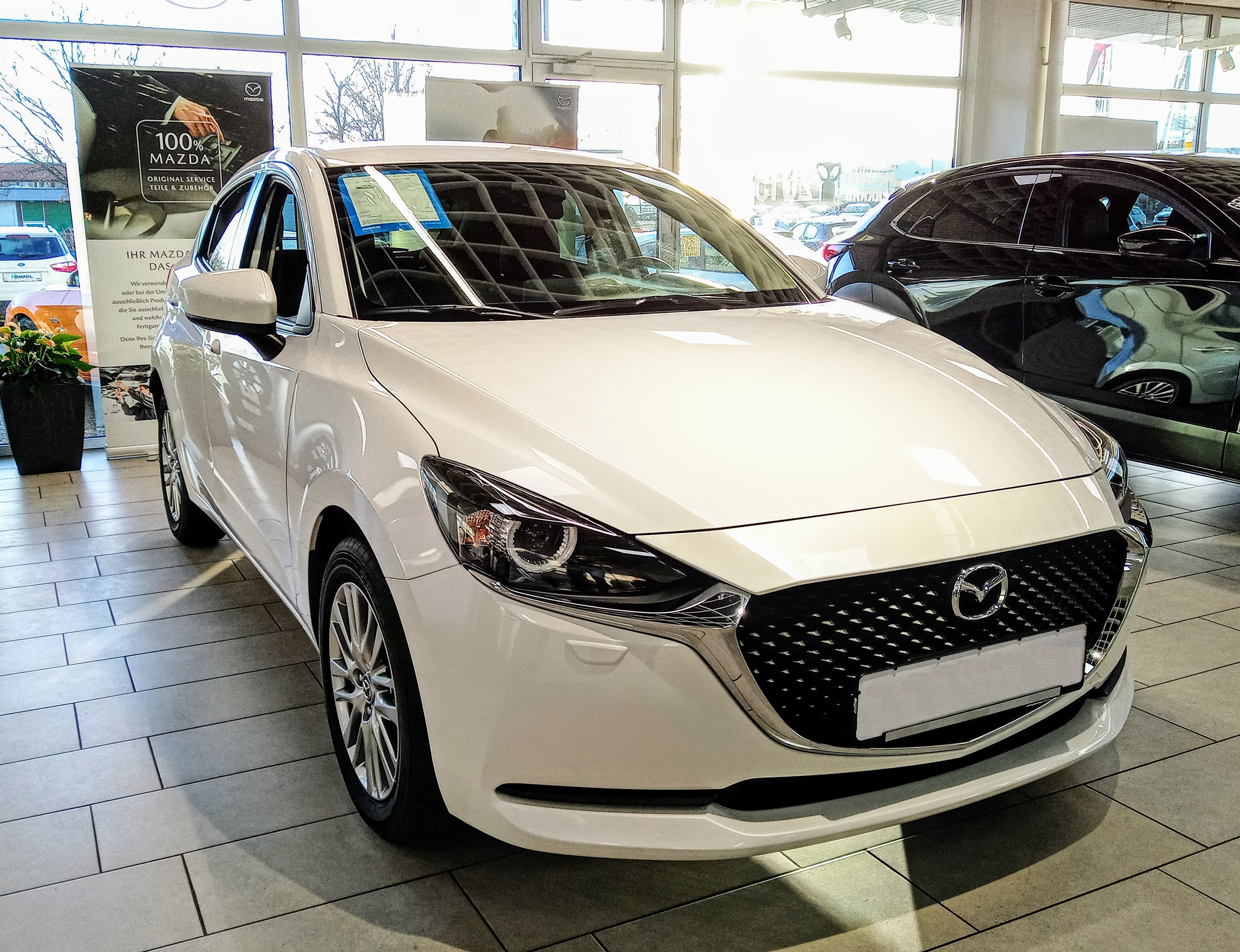
Ein Mazda2-Neuwagen in einem Mazda-Autohaus

Unter einem Neuwagen versteht man ein Kraftfahrzeug, meist einen PKW. In der Regel werden Neuwagen von Autohäusern verkauft, die einen Vertrag mit einem Autohersteller geschlossen haben (sog. Markenautohaus oder Vertragshändler). Käufer werden im Autohaus vor Ort fündig oder auch auf Internet-Fahrzeugmärkten. Bei den Käufern handelt es sich in ca. 37 Prozent der Fälle um Privatkunden und in 63 Prozent um Gewerbekunden (Stand 2020), rund 30 Prozent der Neuwagen werden erstmals auf den Hersteller (Werksfahrzeug) oder einen Vertragshändler (Vorführfahrzeug, Tageszulassung) zugelassen.

## Definition
Der Neuwagen ist in Deutschland nur dann als fabrikneu klassifiziert, wenn:
- nicht mehr als 12 Monate zwischen Produktion und Kauf vergangen sind;
- er keine Standschäden hat (auch wenn sie behoben sind);
- er noch nicht im Straßenverkehr gefahren ist;
- das Modell noch unverändert hergestellt wird.

Fabrikneu ist ein Fahrzeug nur, wenn das betreffende Modell unverändert weitergebaut wird und durch das Herumstehen des Wagens zwischen Produktion und Verkauf (gleichgültig, ob beim Hersteller oder beim Händler) keine Mängel entstanden sind.
Unbenutzt und gleichzeitig neu ist ein Fahrzeug, wenn es fünf Tage zugelassen wurde, ohne dass es im Straßenverkehr benutzt wurde. Dagegen handelt es sich bei einem unbenutzten, über 12 Monaten gelagerten Fahrzeug aufgrund der Wertminderung und des Zustands des Wagens auch bei optimaler Aufbewahrung nicht mehr um einen Neuwagen.

## Rechtsprechung
Zitiert nach Oberlandesgericht Wien, September 2008, unter Bezugnahmen u. a. auf den deutschen Bundesgerichtshof:
- „Im Verkauf eines Neuwagens durch einen Kfz-Händler liegt idR daher die konkludente Zusicherung, dass das verkaufte Fahrzeug fabriksneu ist (BGH NJW 1980, 1097; BGH NJW 1980, 2127; BGH ZVR 2001, 102). Zusätzlich kann diese Eigenschaft bei einem Neuwagen als gewöhnlich vorausgesetzt gelten (vgl 1 Ob 555/94 = ecolex 1994, 754).“
- „Neuwagen und fabriksneu sind daher im Wesentlichen Synonyme …“
- „Allein der Umstand, dass zwischen der Produktion eines Kraftfahrzeuges und der Übergabe an den Erstkäufer eine Zeitspanne liegt, nimmt einem bisher unbenutzten Fahrzeug noch nicht die Eigenschaft als fabriksneu (vgl BGH VII ZR 227/02 = ZVR-LS 2004/24).“
- „Die Eigenschaft eines technischen Gerätes als fabriksneu geht daher aufgrund einer Standzeit grundsätzlich nicht verloren, solange es noch nicht wertmindernd verwendet worden ist (1 Ob 555/94 = ecolex 1994, 754).“
- „Gerade in der schnelllebigen und innovativen Automobilbranche ist zu berücksichtigen, dass die jeweiligen Modelle laufend weiter entwickelt werden. Bei der konkreten Festlegung der noch „unschädlichen“ Standzeit orientierte sich das Erstgericht an der einschlägigen Ö-Norm V 5021.“
- „Nach dieser Ö-Norm sei ein Fahrzeug nicht mehr als fabriksneu anzusehen, das bei Übergabe (je nach Herstellungsort) älter als 11 bzw 13 Monate sei.“

## Fahrzeugüberführung eines Neuwagens
Als neu gelten auch Fahrzeuge, die nur zur Fahrzeugüberführung und dabei nicht mehr als 1.000 Kilometer gefahren wurden.

## Tageszulassung
Eine besondere Form von Neuwagen sind sogenannte Tageszulassungen. Sie sind ebenfalls Neuwagen, wurden jedoch einen Tag zugelassen, um von Seiten des Händlers höhere Rabatte geben zu können. Dies macht sie zu einem Gebrauchtwagen. Für den Käufer ergibt sich daraus eine Möglichkeit, einen (fast) Neuwagen günstiger erwerben zu können.

## EU-Neuwagen
Als EU-Neuwagen werden Fahrzeuge bezeichnet, die aus dem Produktionsland in das Zielland innerhalb der EU importiert und anschließend wieder reimportiert werden. Zölle fallen dabei innerhalb der EU nicht an. Oft handelt sich um in Deutschland produzierte Neuwagen, die ins EU-Ausland exportiert und anschließend wieder reimportiert werden. Gegenüber einem Neuwagen lässt sich so unter Umständen mit einem EU-Neuwagen beim Kauf Geld sparen, da die Steuern auf den Netto-Verkaufspreis von Land zu Land sehr unterschiedlich ausfallen können. Die Steuern fallen jedoch nur dort an, wo das Fahrzeug zugelassen und gefahren wird. Allerdings werden die Fahrzeuge für den jeweiligen, ursprünglich vorgesehenen Zielmarkt produziert, so dass sich Ausstattungsmerkmale  zu den in Deutschland üblichen teils deutlich unterscheiden können.

## Lagerfahrzeug
Sogenannte Lagerfahrzeuge werden nicht im konkreten Endkundenauftrag produziert, sondern mit einer Ausstattung, die vermeintlich viele potenzielle Käufer ansprechen soll. Diese Fahrzeuge stehen  mitunter Jahre auf dem Hof des Autohändlers, bevor sie verkauft werden. Auch Logistik-Dienstleister haben meist Stellflächen, die zur Zwischenlagerung von Fahrzeugen dienen. Zwar waren sie dann beim Verkauf noch nie zum Verkehr zugelassen, aber sie dürfen, sofern die Lagerdauer einen Zeitraum von 12 Monaten ab Produktion überschreitet, nicht als Neuwagen bezeichnet werden.

Lagerfahrzeuge stehen in der Regel bis zum Verkauf im Eigentum des Herstellers. Sinn der Produktion »auf Halde« ist einerseits, die Fertigung einigermaßen gleichmäßig auszulasten und andererseits auch die Wünsche von Kunden bedienen zu können, die nicht die oft erhebliche Lieferzeit bei Neuwagen abwarten können oder wollen, beispielsweise aufgrund eines Unfalls.

## Daten zu Neuwagenkäufern
Nach einer am 25. August 2013 von Ferdinand Dudenhöffer bekanntgegebenen Studie des CAR-Center Automotive Research an der Universität Duisburg-Essen betrug der Altersschnitt eines Neuwagenkäufers in Deutschland 52,4 Jahre. Das Institut wertete dabei die Neuzulassungen auf Privatpersonen von Anfang Januar bis Ende Juli 2013 aus. Im Jahr 1995 betrug der Altersschnitt noch 46,1 Jahre. Als wesentliche Gründe hierfür sieht das Institut den demografischen Wandel in Deutschland, den zunehmenden Bedeutungsverlust des Autos als Prestigeobjekt bei jüngeren Menschen in den Großstädten und fehlende Ästhetik der Neuwagen für jüngere Käufer.
| Alter der Person   | Anteil in Prozent |
| ------------------ | ----------------- |
| 18 bis 30 Jahre    | 06,9 %            |
| 31 bis 59 Jahre    | 46,0 %            |
| 60 bis 69 Jahre    | 33,0 %            |
| 70 Jahre und älter | 14,1 %            |

## Innengeruch von Neuwagen
Der typische Innengeruch eines Neuwagens ist sehr auffällig und wirkt im Allgemeinen angenehm auf Fahrer und Beifahrer. Die Luft in Neuwagen umfasst ein Gemisch von um die 100 flüchtigen Verbindungen, darunter verzweigte und unverzweigte Alkane, Alkohole, Aromaten, Ether, Glykole und Ketone. Mengenmäßig führend sind die Lösungsmittel Butanon und Toluol, die lange ausgasen, weiterhin Weichmacher (z. B. Diethylhexylphthalat sowie Formaldehyd). Zusätzliche Substanzen sind beispielsweise Texanoldiisobutyrat, N-Methyl-2-pyrrolidon und 1-Butoxy-2-propanol. Andere Substanzen können von Geruchsdesignern für dem Wagentyp angepasste Geruchsnoten zusammengestellt werden. Verarbeitung von echtem Leder im Neuwagen kann weitere Gerüche bedingen.